# George W. Cowles

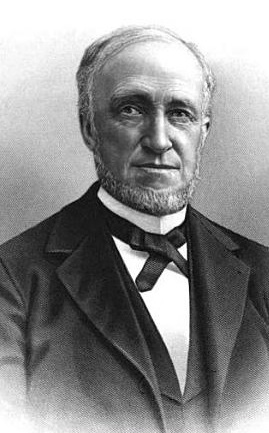
George W. Cowles

George Washington Cowles (* 6. Dezember 1823 in Otisco, New York; † 20. Januar 1901 in Clyde, New York) war ein US-amerikanischer Jurist und Politiker. Zwischen 1869 und 1871 vertrat er den Bundesstaat New York im US-Repräsentantenhaus.

## Werdegang
George Washington Cowles wurde ungefähr acht Jahre nach dem Ende des Britisch-Amerikanischen Krieges im Onondaga County geboren. Er besuchte Gemeinschaftsschulen. 1845 graduierte er am Hamilton College in Clinton. Danach unterrichtete er bis 1853 an einer Schule. Während dieser Zeit herrschte zwischen 1846 und 1848 der Mexikanisch-Amerikanische Krieg. Cowles studierte Jura. Nach dem Erhalt seiner Zulassung als Anwalt 1854 begann er in Clyde im Wayne County zu praktizieren. Am 1. Januar 1864 wurde er Richter am Wayne County Court – ein Posten, den er bis zum 30. Oktober 1869 innehatte. Politisch gehörte er der Republikanischen Partei an. Bei den Kongresswahlen des Jahres 1868 für den 41. Kongress wurde Cowles im 24. Wahlbezirk von New York in das US-Repräsentantenhaus in Washington, D.C. gewählt, wo er am 4. März 1869 die Nachfolge von Theodore Medad Pomeroy antrat. Da er auf eine erneute Kandidatur 1870 verzichtete, schied er nach dem 3. März 1871 aus dem Kongress aus. Nach seiner Kongresszeit ging er wieder seiner Tätigkeit als Jurist nach. Vom 1. Januar 1874 bis zum 1. Januar 1880 und vom 1. Januar 1886 bis zu seinem Tod war er wieder Richter am Wayne County Court. Er starb am 20. Januar 1901 in Clyde und wurde auf dem Maple Grove Cemetery beigesetzt.